# Wasabi: El tracte brut de la màfia
Wasabi: El tracte brut de la màfia (títol original: Wasabi) és una pel·lícula franco-japonesa policíaco-humorística concebuda per Luc Besson i dirigida per Gérard Krawczyk, estrenada l'any 2001. Ha estat doblada al català.

## Argument
Hubert Fiorentini és un tosc policia a la quarantena que té algunes dificultats en les seves relacions amb les dones. No arriba mai a oblidar el seu amor per la jove Miko Kobayashi, la seva companya japonesa que el va abandonar dinou anys abans sense donar explicacions. Un dia, el seu temperament violent el porta a colpejar i portar a l'hospital, sense saber-ho, el fill del prefecte.
La sanció no es fa pas esperar i el seu superior li imposa unes vacances.. Aleshores el policia s'assabenta que ha de marxar al Japó: Miko ha mort sobtadament en estranyes circumstàncies i l'havia designat com únic hereu d'una herència el contingut de la qual és un enigma. Una vegada arribat al Japó Hubert descobreix que la seva herència és la filla que ha tingut amb Miko sense saber-ho, així com un fantàstic botí robat a la màfia japonesa. Aquesta el vigila i no retrocedeix davant de res per recuperar els diners. Però Hubert vigila i aquí la seva brutalitat fa meravelles.

## Repartiment
- Jean Reno: Hubert Fiorentini
- Michel Muller: Maurice dit Momo
- Ryōko Hirosue: Yumi Yoshimido
- Carole Bouquet: Sofia
- Yoshi Oida: Takanawa
- Christian Sinniger: El tauró
- Alexandre Brik: Irène
- Jean-Marc Montalto: Olivier
- Véronique Balme: Betty
- Fabio Zenoni: Josy
- Haruhiko Hirata: Ishibashi
- Michel Scourneau: Van Eyck
- Jacques Bondoux: Del Rio
- Osamu Tsuruya: Duaner 1
- Akihiro Nishida: Duaner 2
- Anthony Decadi: Fill del Prefecte
- Yan Epstein: Jean-Baptiste 2
- Ludovic Berthillot: Jean-Baptiste 1
- Yuki Sakai: Miko
- Hiroko Maki: Atsuko Nakano

## Producció
Llocs de rodatge
- Kiyomizu-dera, Kyōto
- Aeroport internacional de Narita, Chiba
- Tòquio
- París

## Al voltant de la pel·lícula
- Es pot trobar referències de la cultura pop com Voodoo People de The Prodigy i Starshine de Gorillaz.
- Ryōko Hirosue no parla una paraula de francès, ha après les seves rèpliques fonèticament.[5][6]
- La majoria de les escenes rodades a Tòquio són escenes robades: es pot veure els transeünts tornar-se i observar Ryōko Hirosue i Jean Reno, que són dos grans estrelles al Japó.
- El revòlver de Jean Reno és un .44 Magnum Taurus Raging Bull i no un calibre 45 com es fa esment al film.
- En el moment del pla ample de l'arribada de Jean Reno al Japó a l'aeroport internacional de Narita, es pot veure Gérard Krawczyk fer un cameo darrere de l'actor.
- El superior jeràrquic de Reno li diu « tauró », el seu malnom al film L'Operació Corned-Beef.
- A l'arribada a Tòquio, Jean Reno diu anar a Shinjuku, quan en realitat és a Akihabara.